# 湯淺涼
湯淺涼（日语：湯浅 涼，8月15日—），日本女性配音員、舞台演員。配音員關智一主宰舞台劇團劇團HEROHERO-Q公司團員。出身於千葉縣。身高165cm。O型血。以前經歷Art Groupart、KeKKe Corporation。

## 演出作品

### 外語配音
※作品依英文原文名稱排序。

#### 電視影集
- 生活大爆炸
- 伯恩與阿布（英语：Crash & Bernstein）（魯弗斯“拍板者”）
- 犯罪心理
- 查莉成長日記
- 真的不是我
- 超人前傳

### 廣播劇CD
- 獏狩（日语：獏狩り）2 ～天津神篇～

### 旁白
- 逃亡犯的告白

### 特攝影集
- 假面騎士x超級戰隊 超級英雄大戰
- 埼玉電視台 坂東武人武藏（才藏）
- 武藏忍法傳 忍者烈風（日语：武蔵忍法伝 忍者烈風） 「坂東武人 武藏」（才藏）

### 舞台
- 劇團HEROHERO-Q公司（日语：劇団ヘロヘロQカムパニー）舞台作品等多數

### 其它
- 鬼孩子獵人追儺醬（日语：役ついな）（CV：門舞以）企劃（濱通利音[3][4][5][6]）

## 外部連結
- KeKKe Corporation所屬期間的聲優簡介 （日語）
- 劇團HEROHERO-Q公司團員簡介 （日語）
- 湯淺涼的X（前Twitter） （日語）
- （日語）－WEB THE TELEVISION（日语：ザテレビジョン）
- （日語）－goo人名事典
- 湯淺涼 （页面存档备份，存于） （日語）－allcinema（日语：allcinema）